# Agrupamento de ações
É a operação contrária ao Desdobramento, consistindo em reunir várias ações em uma, conhecido como "Inplit". O grupamento ocorre quando uma companhia decide elevar o preço da ação para facilitar sua negociação em bolsa, pois entende que o preço baixo está dificultando as operações. Da mesma forma que o desdobramento, a operação não altera o valor do investimento.
Exemplo: Se um acionista detém 100 ações ao preço de R$ 2,00 cada ação, terá um investimento total de R$ 200,00. Se a companhia resolve grupar duas ações em uma, o investidor passará a ter 50 ações ao preço de R$ 4,00 cada e seu investimento valerá os mesmos R$ 200,00.